# Lochen am See
Lochen am See là một đô thị ở huyện Braunau bang Oberösterreich, nước Áo. Đô thị này có diện tích 33,30 km², dân số thời điểm ngày 1 tháng 1 năm 2023 là 2968 người..